# Liste der bayerischen Gesandten im Vereinigten Königreich
Dies ist eine Liste der bayerischen Gesandten im Vereinigten Königreich. 

## Gesandte
1692: Aufnahme diplomatischer Beziehungen
...
- 17??–1739: Johann Franz von Haslang
- 1739–1783: Joseph Franz Xaver von Haslang (ca. 1700–1783)
- 1783–1803: Siegmund von Haslang (1740–1803)
- 1800–1801: Franz Gabriel von Bray (1765–1832)

1804–1814: Unterbrechung der diplomatischen Beziehungen

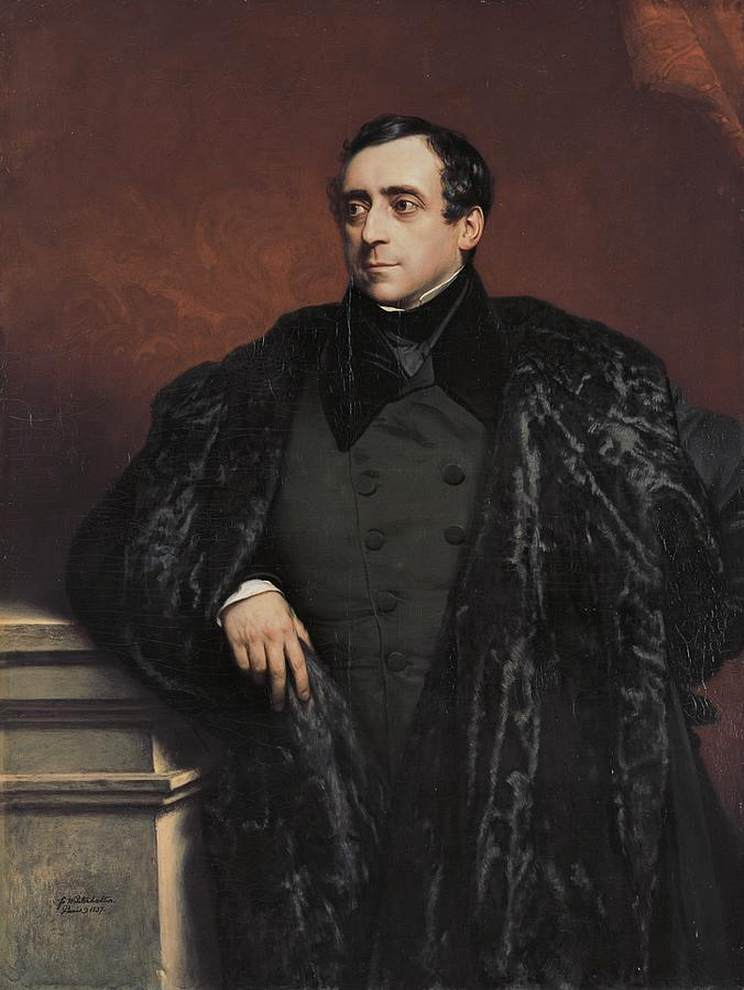
Franz von Jenison-Walworth

- 1814–1822: Christian Hubert Pfeffel von Kriegelstein (1765–1834)
- 1822–1833: August von Cetto (1794–1879)
- 1833–1835: Franz Oliver von Jenison-Walworth (1787–1867)
- 1835–1867: August von Cetto (1794–1879)
- 1868–1871: Ferdinand von Hompesch-Bollheim (1824–1913)

1871: Schließung der Gesandtschaft